# Philosophische Fakultät der Universität Belgrad
Die Philosophische Fakultät der Universität Belgrad (serbisch Филозофски факултет Универзитета у Београду) wurde im frühen 19. Jahrhundert gegründet und gehört zu den ältesten und bekanntesten höheren Bildungsstätten in Serbien und Südosteuropa.
Die 255 Lehrkräfte und ungefähr 6000 Studierende und Graduierte der Fakultät sind auf zehn Abteilungen aufgeteilt:

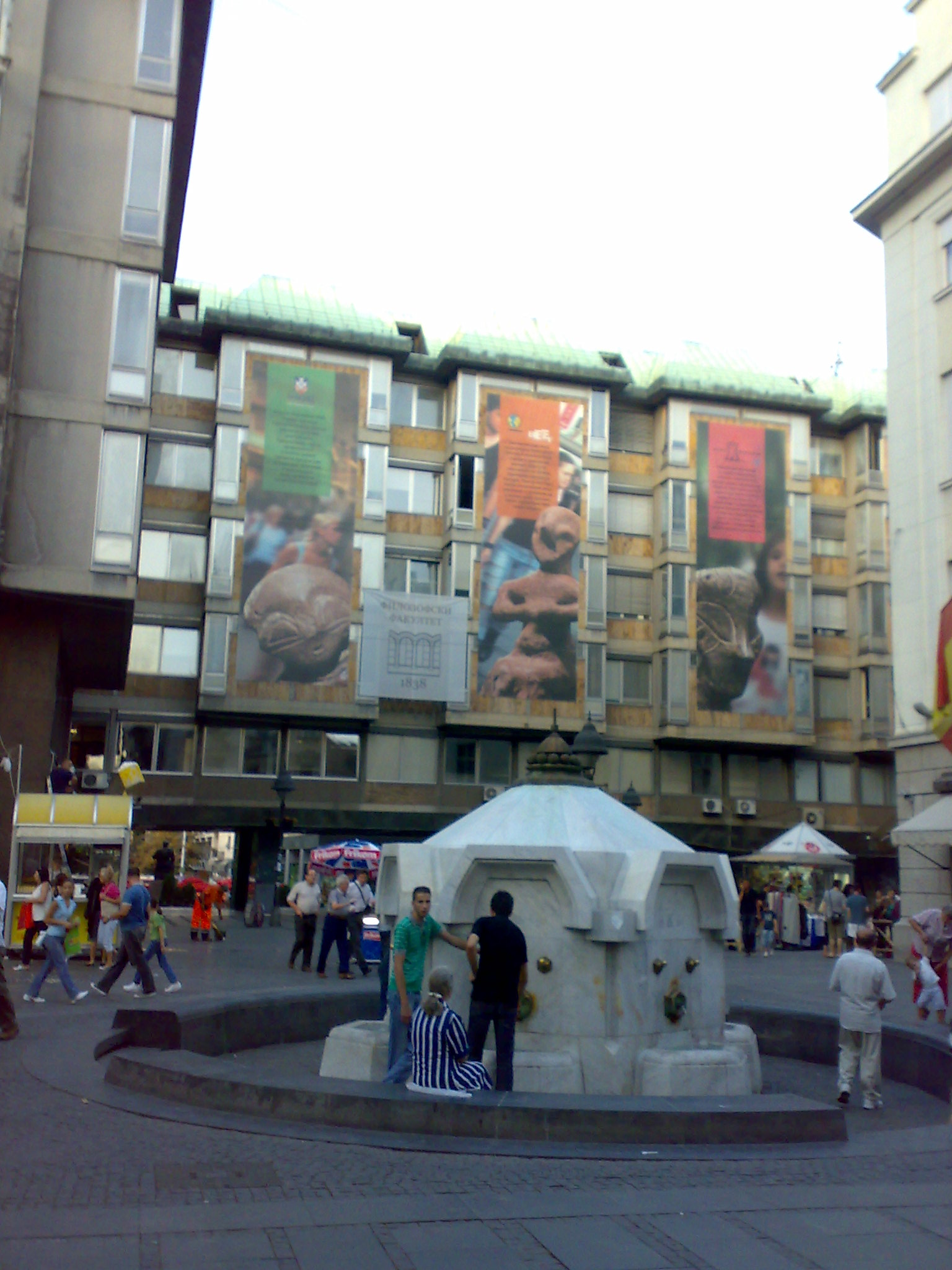
Das Gebäude der Philosophischen Fakultät

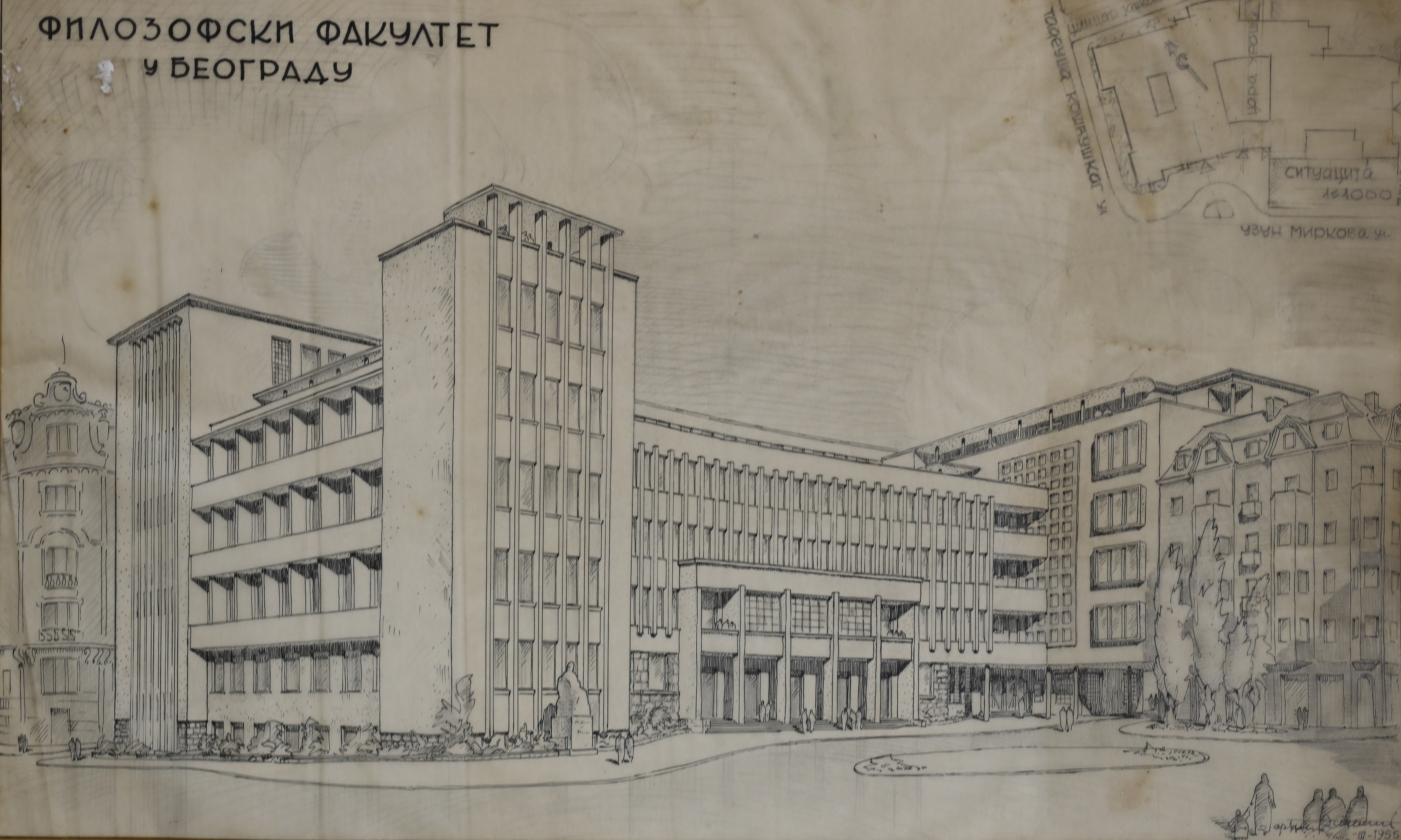
Bauskizze der Fakultät, nach Aleksandar Deroko und Petar Anagnosti

- Andragogik
- Archäologie
- Ethnologie und Anthropologie
- Geschichte
- Kunstgeschichte
- Klassische Altertumswissenschaft
- Pädagogik
- Psychologie
- Philosophie
- Soziologie

## Alumni
- Mira Adanja-Polak, Produzentin, Journalisten und Autorin
- Alojz Benac (1914–1992), Präsident der Akademie der Wissenschaften und Künste von Bosnien und Herzegowina (1977–1981)
- Miodrag Bulatović (1930–1991), serbischer Schriftsteller
- Branko Ćopić (1915–1984), jugoslawischer Schriftsteller
- Zoran Đinđić (1952–2003), Premierminister Serbiens (2001–2003)
- Rajko Đurić (1947–2020), serbischer Schriftsteller
- Jelena Genčić, serbische Tennistrainerin
- Trivo Inđić, Berater des serbischen Präsidenten (2004–2012)
- Žarko Korać, Vizepremierminister Serbiens (2001–2004)
- Sonja Licht, Präsidentin des Belgrade Fund for Political Excellence (2003–heute)
- Sima Lozanić, erster Rektor der Universität Belgrad
- Desanka Maksimović (1898–1993), serbische Dichterin
- Miroslav Marcovich (1919–2001), Philologe und Universitätsprofessor
- Mihailo Marković (1923–2010), serbischer Philosoph
- Dragoljub Mićunović (* 1930), serbischer Philosoph  und Politiker
- Dragoslav Mitrinović (1908–1995), serbischer Mathematiker
- Vasko Popa (1922–1991), serbischer Poet
- Nebojša Radmanović (* 1949), Präsident von Bosnien und Herzegowina (2008–2009)
- Vladislav F. Ribnikar, Gründer von Politika, der ältesten Zeitung Serbiens
- Veljko Rus (1929–2018), slowenischer Soziologe
- Ljubodrag Simonović (* 1949), serbischer Philosoph, Autor und ehemaliger Basketballspieler
- Bogoljub Šijaković, serbischer Religionsminister (2008–2012)
- Boris Tadić (* 1958), Präsident von Serbien (2004–2012)
- Ljubomir Tadić (1925–2013), Mitbegründer der Demokratischen Partei Serbiens